# Pala caricatrice

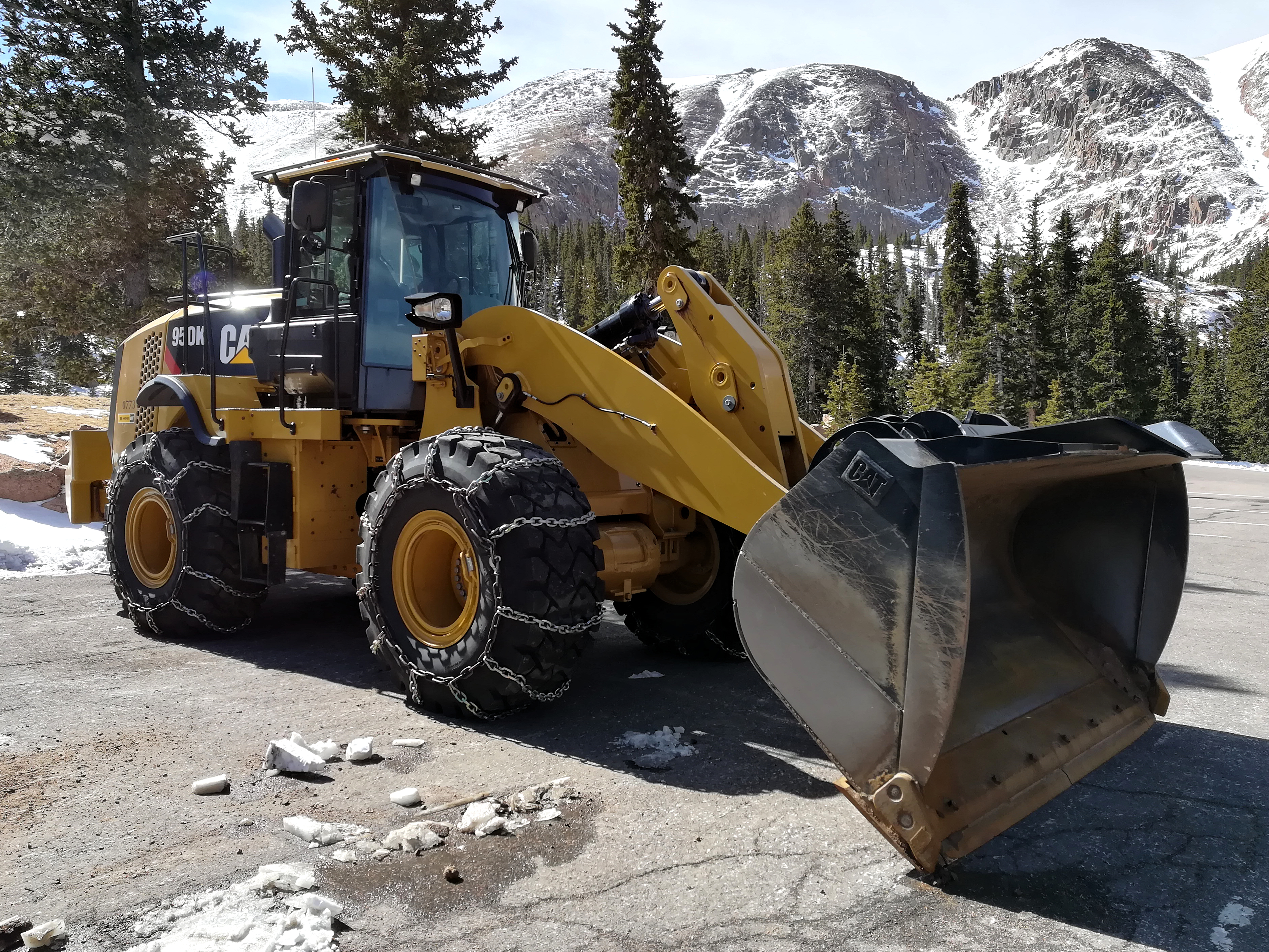
Pala gommata Caterpillar 950K

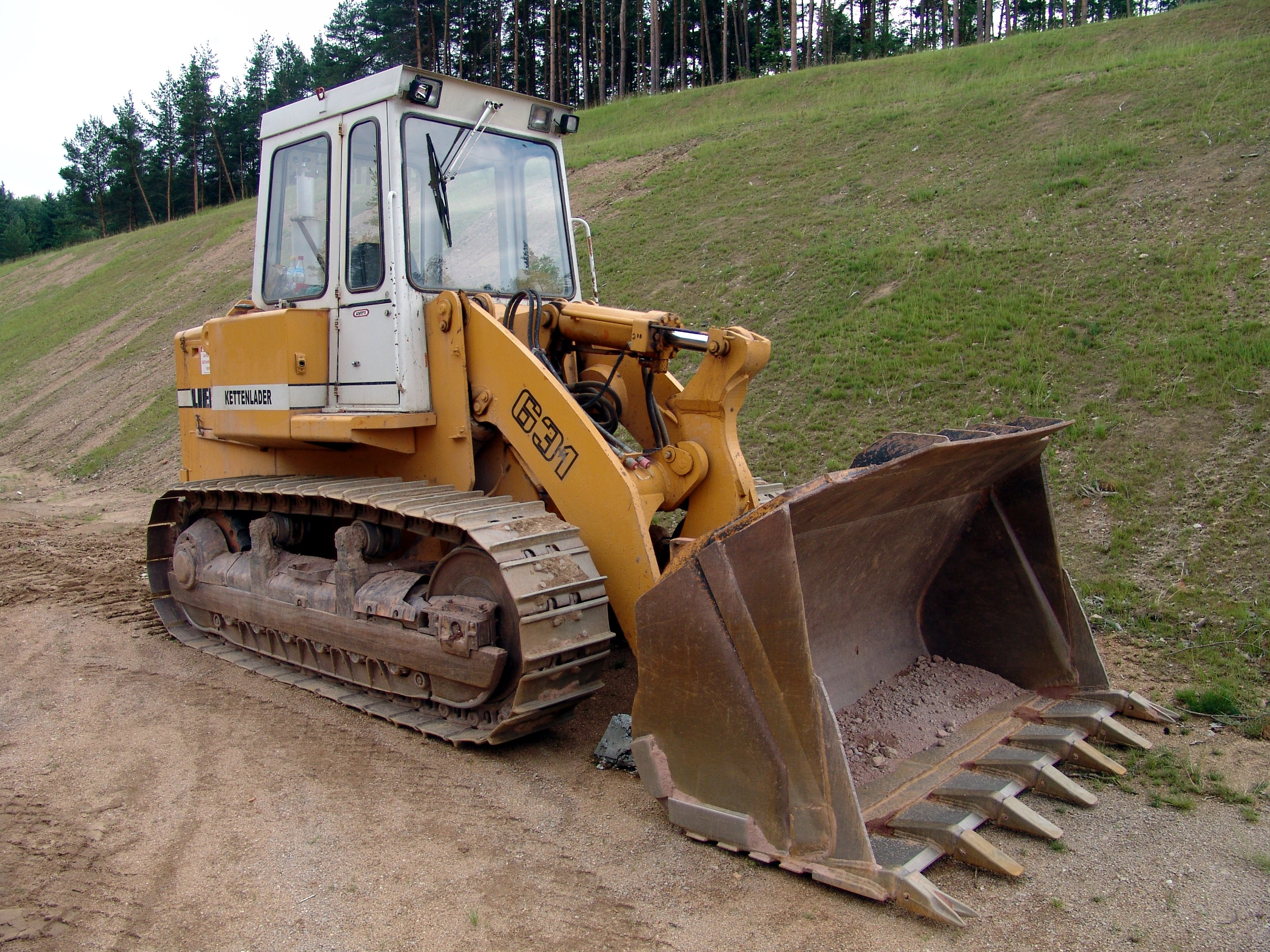
Pala cingolata Liebherr 631

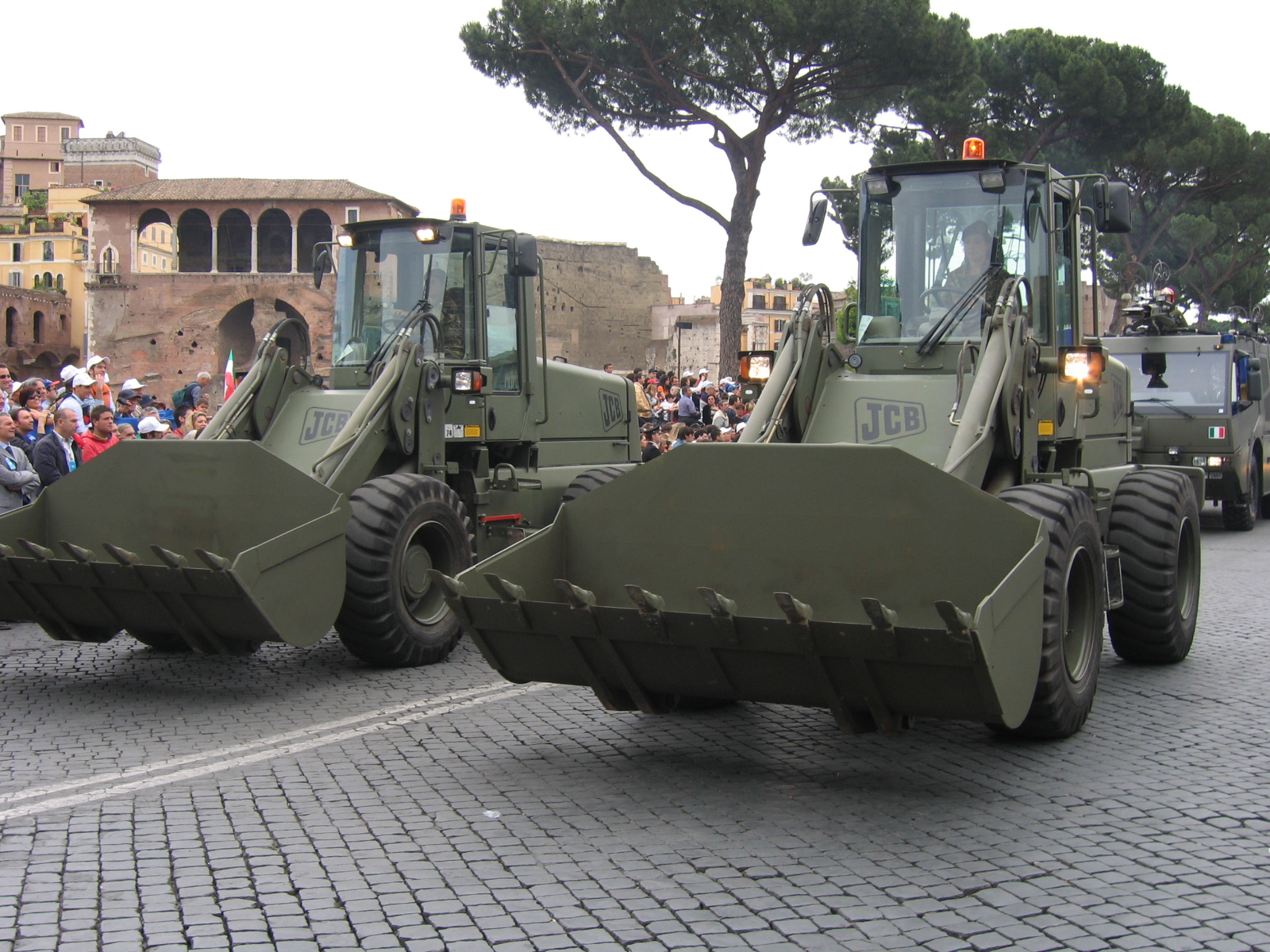
Pale gommate J. C. Bamford dell'Arma del genio dell'Esercito Italiano

Una pala caricatrice è una macchina per la movimentazione di materiale sciolto, specialmente terra, adatta a spostarlo e caricarlo su autocarri che provvederanno al trasporto nella collocazione finale.

## Descrizione e funzionamento
Può essere gommata o cingolata a seconda del suo sistema di trazione (gomme o cingoli).
Il telaio delle pale gommate presenta uno snodo centrale, cosicché è l'intera macchina a sterzare e non solo le ruote, garantendo miglior manovrabilità. L'elemento peculiare è la pala, solitamente frontale, in grado di raccogliere il materiale sciolto grazie allo spigolo inferiore ("lama") e dalla capacità molto superiore rispetto a quella di un escavatore di pari dimensioni. 
La pala frontale è connessa al telaio tramite due bracci a movimento idraulico; qualora ci fosse la necessità, è possibile cambiare lo strumento frontale e montare altri dispositivi quali ganasce per afferrare tubature o tronchi.
Questa macchina nel linguaggio comune e giornalistico è spesso erroneamente chiamata ruspa.

## Utilizzi
Una pala caricatrice è anche decisamente più rapida nel movimento rispetto all'escavatore, ma molto meno produttiva nella fase di scavo: tuttavia questo tipo di macchina può essere usato anche per piccoli lavori di scavo, qualora le profondità siano molto limitate; oppure per effettuare lavori di rifinitura e regolarizzazione della superficie posta in luce dallo scavo. 
All'impiego di queste macchine non è infatti estraneo anche il fattore economico, ovvero la possibilità di utilizzare una sola macchina per lo scavo ed il caricamento. Sono sempre più diffuse a tale proposito le terne, macchine che montano una pala caricatrice nella parte anteriore ed un braccio escavatore dotato di una cucchiaia rovescia nella parte posteriore.

## Normativa
Nella Comunità Europea le pale caricatrici sono soggette a restrizioni sulle emissioni di rumore attraverso la Direttiva 2000/14/CE del Parlamento europeo e del Consiglio dell'8 maggio 2000 sul ravvicinamento delle legislazioni degli Stati membri concernenti l'emissione acustica ambientale delle macchine ed attrezzature destinate a funzionare all'aperto.